# Ignaz Kögler
Ignaz Kögler (nemško Ignaz Kögler;  izg.: ‹ignac kögler›; tradicionalna kitajščina: 戴進賢; pinjin: Dài Jìnxián), * 11. maj 1680, Landsberg am Lech, Bavarsko Sveto rimsko cesarstvo, danes Nemčija , † 30. marec 1746, Peking, Čingova vladavina
Bil je nemški jezuit, duhovnik, znanstvenik in pisatelj, ki je deloval v Kitajskih misijonih. Bil je svetovalec kitajskega cesarjev Šundžija in Kangšija iz Čingove vladarske hiše. 

## Življenjepis

### Mladost in izobrazba
Ignaz Kögler se je rodil v Landsbergu na Lechu na Bavarskem. Skupaj s Schallom je bil vodilna osebnost med petdesetimi nemškimi jezuiti, ki so med letoma 1650 in 1750 delovali v Kitajskih misijonih. 
Ignacij je končal srednjo šolo na jezuitski šoli v svojem rodnem Landsbergu. V Družbo Jezusovo je vstopil 4. oktobra 1696. Med duhovnim in akademskim usposabljanjem je diplomiral za magistra umetnosti in od 1712 do 1714 poučeval matematiko in hebrejščino na jezuitski šoli  - na Univerzi v Ingolstadtu. 
V duhovnika je bil posvečen 25. maja 1709 v Eichstättu na Bavarskem.

### Odhod vKitajske misijone
Kmalu potem, ko je napravil slovesne zaobljube 2. februarja 1714, je pisno izrazil vrhovnemu predstojniku – generalu jezuitov – svojo željo, da bi odšel kot katoliški misijonar na Kitajsko. Zahteva je bila odobrena in 1715 je odšel iz Prage na Portugalsko; pridružil se mu je znani češki sinolog Karel Slaviček. V Lizboni se jima je pridružil še en portugalski jezuit. 14. marca 1716 so odpluli na Kitajsko. Do tja so potovali 170 dni, ko so preživeli veliko nevihto, med katero je bilo poškodovanih veliko njihovih stvari. V začetku leta 1717 je prispel v Peking.

### Na cesarskem dvoru
Tam je takoj začel svojo kariero kot član odbora za astronomijo. Kmalu ga je cesar Kangši postavil za predsednika pomembne uradne komisije, ki je bila odgovorna za raziskovanje in objavljanje logaritemskih tablic, za predvidevanje mrkov, pa tudi za risanje zemljevidov nebesnih sfer in objavo zvezdnega seznama. Tam bo ostal 30 let.
Zaradi svoje široke izobrazbe in izredne učenosti je užival velik ugled na cesarskem dvoru in trideset let opravljal službo predsednika matematičnega astronomskega razsodišča. Bil je mandarin druge stopnje in od 1731 član vrhovnega sodišča pravičnosti (Li-pu), položaja, ki ga tujec še nikoli ni zavzemal. Ko je sprejel ta položaja, se je odpovedal vsem dohodkom, ki so bili povezani s tema donosnima službama.
Slovenski jezuit Avguštin Hallerstein, njegov sodelavec in naslednik, ga ima za "enega najbolj omikanih in izobraženih umov, ki so sploh kdaj prišli v te dežele".
Kögler se je živahno znanstveno dopisoval s številnimi evropskimi učenjaki, kot sta Eusebius Amort in Teofil Bayer.   Kögler je Bayerju poslal veliko prispevkov za njegov "Museum Sinicum".
Bil je dvakrat obiskovalec (vizitator) misijonov in provincial kitajske in japonske province. Med preganjanjem, ki se je začelo pod cesarjem Jongdžengom (pinjin: Yongzheng), je bil s svojim vplivom na sodišču glavna podpora kristjanom. 

### Prek vede do vere
Kitajci so bili izredno ponosni na svoje znanstvene dosežke, slavno zgodovino in starodavno omiko. Jezuiti so jim hoteli pokazati, da jih je Kitajski zid sicer varoval pred vdori selivskih ljudstev, vendar pa je preprečil, da bi lahko spremljali nova odkritja in znanstveni napredek, na katerega je s hitrimi koraki krenil Zahod v novem veku. Zato so jezuiti hoteli priti v stik s samim cesarjem in mu posredovati najnovejše dosežke vede, a prek njih privesti njega in ljudstvo k veri - h krščanstvu. V tem je prednjačil Matej Ricci. Isto pot pa so nadaljevali drugi, med katerimi se je odlikoval njegov nekdanji novinec Adam Schall.
Tudi Ignac Kögler je v prilagajanju kitajskim navadam posnemal Valignana, Riccija in Schalla. Postal je mandarin na matematičnem vseučilišču oziroma razsodišču cesarja, čigar naklonjenost je užival brez omejitev. Njegovo delovanje je bilo popolnoma po okusu Kitajcev. Njegovemu vplivu gre pripisati dejstvo, da je celo v cesarski palači živelo 38 kristjanov. Kot njegov predhodnik Schall se je tudi on spoznal prav na vse.
S cesarjem Šundžijem je bil v tako prijateljskih odnosih, da je lahko prihajal in odhajal iz njegovega stanovanje kadarkoli po želji in brez  kakršnekoli formalnosti, kar je bilo za Kitajce nekaj nezaslišanega. Cesar Šundži ga je – enako kot njegovega predhodnika Adama Schalla – klical za očeta, in se je z njim pogostoma ure in ure učeno pogovarjal o Soncu, Zemlji, zvezdah.

## Dela
- Kangxi wushiqi nian ba yue shiliu ri renchen wang yueshitu (Calcul d'une éclipse lunaire, 10. september 1718), Peking, 1718.
- Yuzhi lixiang kaocheng biao (Ephémérides), Peking, 1738.
- Litterae patentes imperatoris Sinarum Kang-hi sinice et latine cum interpretatione, Nürnberg, 1802.
- Notitiae S. S. Bibliorum Judaeorum in imperio sinensi, Halle, 1805.
- Versuch einer Geschichte der Juden in China, Halle, 1806.

## Smrt in spomin
Ignaz Kögler je umrl 30. marca 1746 v Pekingu, star 65 let. 
Pokopan je na jezuitskem Džalanskem pokopališču.
Po njem se imenuje gimnazija v Landsbergu in sicer: Ignaz-Kögler-Gymnasium.

## Dela
- Manuscript Letters in the Vienna State Archives, Geistl. Angelegenheiten No. 419 IV;
- Correspondence with Amort and numerous other letters, part in Munich State Library, MSS lat., t. I, p. 1 no. 1396-1407; part in Reichs-Archiv, Jesuitica in genere, NN. 278-81.
- Printed letters in Welt-Bott, nn. 157, 162, 190, 196, 198, 202, 228, 575, 578, 669;
- LIPOWSKY, Geschichte der Jesuiten in Bayern (Munich, 1816), App. nn. 3 and 4;
- VON LAIMBECKHOVEN, Reise-Beschreibung (Vienna, 1740), 47.
- The catalogue of Kögler's astronomical, mathematical, and historical writings is given in Sommervogel, Bibl. des écrivains de 1a c. de J. For biographical information consult: 
  - PLATZWEG, Lebensbilder der deutschen Jesuiten (Paderborn, 1882), 272;
  - VON RICHTHOFEN, China, I (Berlin, 1877), 688;
  - Welt-Bott passim;
  - HUONDER, Deutsche Jesuitenmission re des 17. u. 18. Jahrh. (Freiburg im Br., 1899), 189.